# 荘園 (日本)
日本の荘園（しょうえん）とは、古代・中世（8世紀から16世紀）に存在し、権門（中央の貴族（公家、武家の棟梁）・寺社（寺院、神社）など）が国家から領有支配が認められ収入を得た農地とその周辺の山野を含む私的な土地を指す。その農地は「公領」に対して「私領」と呼ばれ、多くは国家へ納める税の減免が認められ免田となった。
荘園制（しょうえんせい）とは、日本の中世に存在した荘園を基盤とした社会制度である。荘園を領有・統治する都市の貴族や寺社のみならず、荘園に住む住人まで全ての社会階層にとっての生活・経済的基盤であり、中世を通じて存続し続けた。
荘園は形の上では律令制で限定的に認められた仕組みであり、権門とされる高位の者が準公務の遂行に必要な収入のための土地領有だった。なお中世日本の土地所有形態は、形の上では、荘園（私領）と国衙領（公領）とにほぼ二分されたが、後者も同じく権門によって事実上領有支配されていた。
室町時代中後期には、守護大名による土地（荘園および国衙領を含む）の押領が進み、将軍の権威・実力も衰え押し留めることができず、最終的には太閤検地によって権門による土地領有形態（荘園および国衙領）は消滅した。

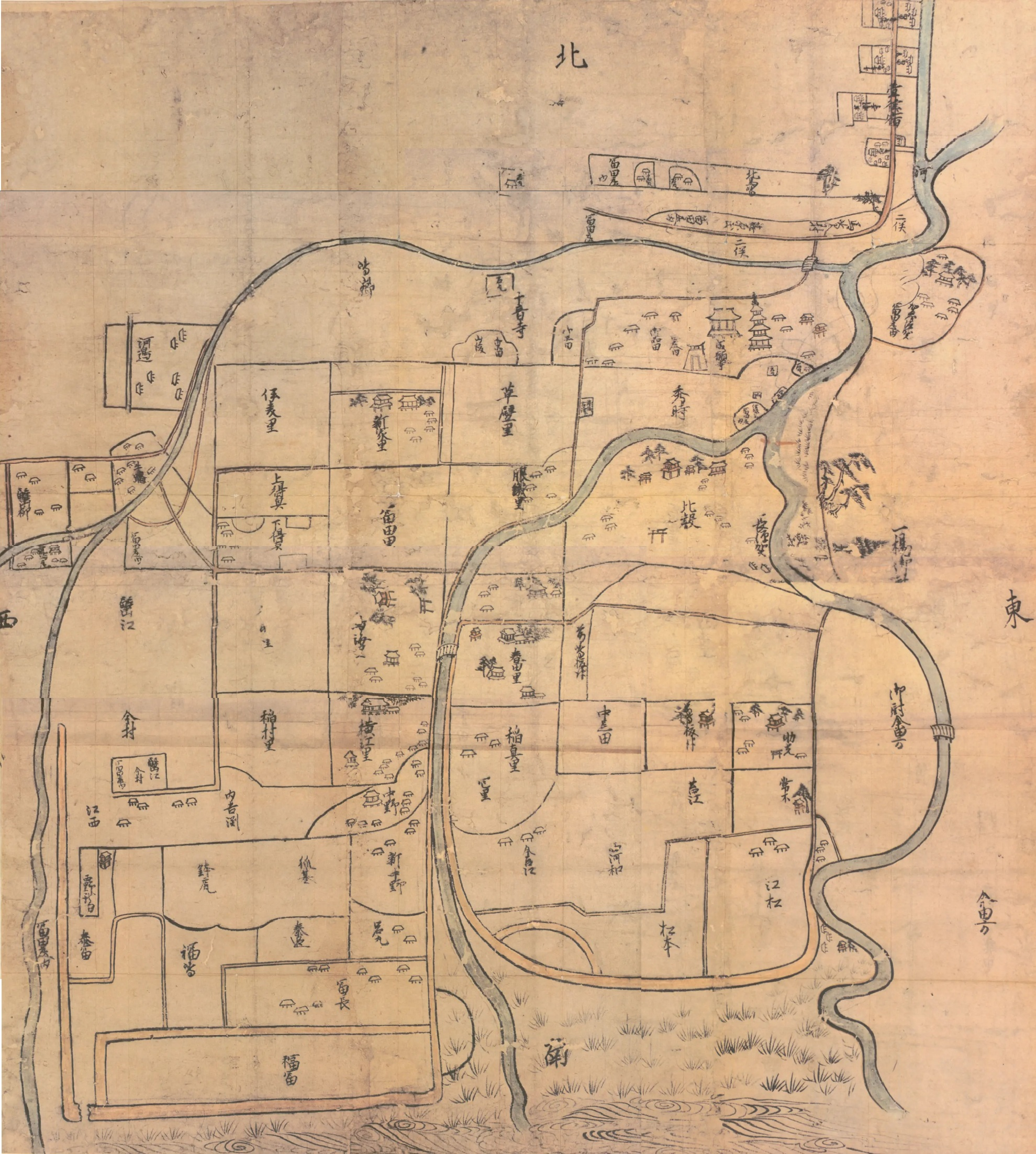
鎌倉時代の尾張国海東郡富田荘の絵図。隣接する伊勢神宮領との争論に伴い作成されたという。

## 歴史

### 古代の荘園

#### 律令以前の大土地所有
律令制以前には、大王とその一族は屯倉、各地の豪族は田荘と呼ばれる所領を支配していた。また、寺院（法隆寺など）神社等の所領も存在した。

#### 律令制期
646年の大化改新詔の発布により、従来の屯倉・田荘は廃止され、全国で豪族の所有していた土地は理念上は全て収公され、口分田として班給された。寺院の所領は、寺田として引き継がれた。しかし、実際には律令制以前からその土地を所有していた豪族やその一族に位田や職田として班給されたと見られている。
大化改新後、官僚制度や地方制度、法令制度などの整備が徐々に進み、7世紀末～8世紀初頭には律令制が成立し、中央政府による統一的な土地・民衆支配が実現した（公地公民制）。その基盤となったのは班田収授や戸籍などの制度である。
律令制において、地方の支配は国と呼ばれる地方行政機関が担った。国には中央政府から国司と呼ばれる官人が４年毎に交代で派遣された。彼らは上位から守（かみ）、介（すけ）、掾（じょう）、主典（さかん）の四等級に任命された。国司の役所は国衙とよばれ、国衙のあった場所を国府と呼んだ。国は３から１５の郡に分割され、それぞれに行政官である郡司が任命された。郡司は中央官人ではなく、律令制以前からその土地を支配していた地方の豪族が任命され上記の基盤を支え、その地位は世襲された。

#### 古代荘園
律令制の下で、高位の身分（皇族や貴族）には公務に準ずる活動とその収入源（土地所有）が限定的に認められ、自ら役人を派遣して支配する土地を所有した。これを「古代荘園」と呼ぶことがある。

#### 開墾の奨励
奈良時代初期は、律令に基づいて中央政府による土地・民衆支配が実施されていた。
7世紀後半から8世紀初頭にかけて、国家主導の耕地開発が大規模に行われた。この土地が班田収授法に基づき平等に分配されたことにより、日本の人口は増加した。反面、8世紀初頭には、班給すべき口分田が次第に不足するようになった。
なお律令の規定では、農民自身が新たな開墾を行なうことも認められ、その墾田の耕作権を開墾者一代に限り認め、口分田以外の耕作地を持つことを許した。墾田は輸租田の扱いであり、収穫の中から田租を納めた。また、田の耕作権が死後に収公されることも同じであり、耕地開発の動機付けは必ずしも強くなかった。
そこで、722年に長屋王の政権により「百万町歩開墾計画」が策定された。この計画では、国司及び郡司に対して農民に食料と農具を支給して10日間開墾作業に従事させるように命ずるとともに、荒地を開墾して一定以上の収穫をあげたものに対する報償（勲位や位階）を定めるなどして、百万町の良田の開墾を目指した。しかし、この計画は非現実的なものであり、すぐに立ち消えとなった。
翌年（723年）にはより現実的な開墾奨励策として三世一身法が発布された。三世一身法では、新たに池や用水路を設けて開墾した田地については三代（本人、子、孫もしくは子、孫、ひ孫）の所有、古い用水路や池を利用して開墾した田地については元来の規定通りに一代限りの所有を認め、期限付きではあるが開墾した農地（墾田）の耕作権の私有を認めた。
三世一身法の発布により、各地で郡司や官人、寺院、有力農民などによる開墾が行われた。この三世一身法が律令制（公地公民制、公地主義）崩壊の端緒とされる。一方で、期限が到来する墾田は収公されてしまうため期限が近づくと耕作意欲が失われて田地は荒れてしまうという問題もあり、開墾奨励効果は限定的であった。
またこの頃、政変（長屋王の変）、天平の疫病大流行が起こり、政治・経済の立て直しが必要となった。741年に国分寺建立の詔が発布された。

#### 初期荘園
そこで政府は新たに743年に墾田永年私財法を発布し、墾田の耕作権の永年私有を認めた。墾田永年私財法の内容は主に以下のようなものであった。
1. 三世一身法では墾田の所有期限を三代と定めていたため、期限が迫ると耕作が放棄されてしまっていたが、以後は墾田の私財としての永年所有を認める。
2. 開墾の意思のあるものは国司に申請する。他の百姓の妨げになる場所の開墾は認められない。また、３年が経過しても開墾が行われない場合は他のものが開墾することを認める。
3. 国司は任期中に国内の墾田の検田を行い、申請が正しくない墾田や耕作を続けていない墾田を収公した。
4. 位階によって所有できる墾田の面積の上限を定めた。
5. 国司が開墾した田地は、任期が終了した時に収公する。
6. 墾田の収穫物から国衙へ田租を納めることには変わりがなかった。
7. 墾田私有は、引き続き太政官と民部省の認定が必要だった。

749年には寺院墾田許可令も発布された。三世一身法に続く墾田永年私財法の発令以降、資本を持つ中央貴族・大寺社・地方の富豪（かつての豪族層）は活発に開墾を始め、大規模な土地私有が出現することとなった。そのような私領は「荘」と呼ばれた。ただし、過熱の弊害が生じたため、765年〜772年の間は零細な農民によるものを除き墾田私有を原則的に禁止した。
これをきっかけに、各地に作られた荘園を初期荘園とよぶ。特に畿内に集中しており、全国に満遍なく拡がっていた訳ではない。
初期荘園は、墾田と開墾予定地に倉庫と管理事務所を兼ねた荘所が付属したものであり、その領域は、後の中世の荘園のように、不入の権の特権が認められものではなかった。この時代の荘園は専属の農民を持たなかったため、それぞれの荘園の周辺に居住する農民の出作により労働力を賄い、賃租として収められる収穫の２〜３割から収益を得ていた。荘所には農民に貸与する農具や種籾、人夫への労賃や対価として渡す食料が収められており、管理人は荘所で執務した。
しかし荘園の直接管理は、人的・経済的な負担も大きく、また墾田の収穫の中から田租を納入する負担などにより、初期荘園は10世紀までに衰退した。
ただし、平安時代後期に成立する官省符荘の中には初期荘園に由来するもの、あるいは由来すると領主側が主張していたものもあり、当時の人々の間では初期荘園と中世の荘園の間には連続性があると認識されていたとみられている。
著名な初期荘園には、越前の道守荘（東大寺領、荘園絵図が現存する）や播磨の鵤荘（法隆寺領）などがある。

### 摂関政治期の荘園

#### 官省符荘・国免荘
10世紀に入ると戸籍・班田収授による租税制度がほぼ崩壊し、国単位の国司請負へと移行し始め、国司は租税納入を請け負う代わりに国の裁量権が強くなった。
その中で、国司は、私領内の指定した墾田に対して田租の免除（不輸）を認め、不輸租田の扱いとした（免田と呼ぶ）。このような荘園を国免荘という。この免田の扱いは、それを承認した国司の在任中のみ有効とされた。
さらに中央の有力者との関係が特に強い荘園では、田租に係る権限を有する太政官と民部省が発する符が国司へ通達され、国司が交代しても免田の認定が保持される特権を得た（初期は有力寺社の荘園の例が多かった）。このような荘園を官省符荘という。さらに元来、荘園の範囲は、開墾予定地も含む範囲を意味していたものだったが、不輸権に加え、国司の農地調査（「検田」）の対象外とする不入権をも得た荘園は、全ての租税が免除された。

#### 免田寄人型荘園
国司請負の流れの中で、10世紀後半ごろから国司は田堵（有力農民層）へ官物や雑役などの租税を賦課していった。こうした田堵は国司と一定の契約関係で仕えており、寄人（よりゅうど）とも言われた。租税の対象となる農地は名田という単位に分けられた。
田堵の中には、国司から免判の発行を受け、名田を免田（租税免除の田地）として認めてもらうことで負担軽減をはかる者も出てきた。これらの荘園を免田寄人型荘園という。免田寄人型荘園は、田堵（寄人）ごと、又は名田ごとに認可されたため、領域的な広がりをもたず、比較的小規模に経営された。

#### 雑役免田
国司は中央政府から検田権を委譲されており、治田（ちでん、田堵の開発した小規模の墾田）、および公験（くげん、正式に土地所有を認めた文書）を欠いた荘園・私領（郡司・郷司など在地領主の所領）を収公し国衙領に組み入れ、税収を確保した。
しかし一方では、国司免判により雑役免除を認めた雑役免田が急増するようになる。これは、貴族・寺社への国家的給付（封戸物・正税物）の代替というやむを得ない場合もあるが、ほとんどが任期終了間際に国司が貴族・寺社から礼物をとり、雑役免除を認める国司免判を濫発したことによるものだった。なおこれは官物の不輸を認めたものではない（国司の在任を超える不輸は太政官・民部省の許可が必要）。

#### 雑役免型荘園
雑役免型荘園は、雑役免田を集積したもので散在的であり、一定の地域（郡・郷・荘）に一定の面積が指定されるだけで下地の固定されていない浮免（うきめん）だった。さらに国衙と給主（寺社・貴族）は官物・雑役を分け合う体制（半不輸）だったため、国衙に検田権があり給主の立場は不安定だった（当然、不入権もない）。したがって荘園としては未完成であり、完全な不輸権を得た12世紀の領域型荘園の前の過渡的性格のものと言える。ただし、摂関家領島津荘の寄郡（よせごおり）のように、領家が検田権をもつ特殊な雑役免もあった。

### 領域型荘園
領域型荘園、或いは中世荘園とは、広大な領域とその境界を定め（四至）、国司の立ち入りを禁じた不輸・不入の特権を持つ荘園である。王権によって立荘された。11世紀末から13世紀第一四半期にかけて、雑役・免田型荘園に代わって成立した。
それ以前の荘園は田畑のみを範囲とし、家屋などを含むものではなかったが、領域型荘園は田畠のみならず村落・山野河海をも含み込む広大な荘園が形成された。また、それまでの雑役・免田型荘園も領域型荘園に再編され、社会制度としての荘園制が成立した。領域型荘園は都市の貴族や寺社といった権門領主の主導によって立荘されていった。阿波国篠原荘は元々は11町の免田でしかなく、11世紀後半に藤原教通に寄進された時でも37町の面積しかなかった。しかし元永元年（1118年）に仁和寺に寄進されると1500～1600町の広大な領域型荘園が成立した。上野国新田荘は藤原家成の主導によって立荘された領域型荘園である。家成に働きにより久寿元年（1154年）に成立した鳥羽院の御願寺・金剛心院を本所として、家成の親族の藤原忠雅が預所（領家）を務め、忠雅が家成の弟である藤原保説の養女を妻としていた開発領主の源義重を下司に任命し現地の管理に当たらせた。また当時の上野国国司・藤原重家も家成の親族であり、新田荘は家成とその近親者によって立荘されていった。新田荘の立荘により家成は鳥羽院への奉公という成果を得、忠雅は領家という職を獲得し、義重は19郷の開発領主から56郷の下司となり現地管理を行う権利を得たのであった。また応徳3年（1086年）成立の醍醐寺円光院領越前国牛原荘では、権門側が土地証文を収集し荘園候補地を探すなど、荘園の成立は荘園領主側の顕著な主体性が確認されている。荘園現地で活動する開発領主も中央の大寺院の僧侶や中央の中下級官人などで、在地領主ではなかった。
領域型荘園は天皇・摂関家らによる本家を所有者として、院近臣・后妃の女房・摂関家の家司が実質的に支配した。また下司・地頭・公文・名主といった荘官が預所の指揮の許現地管理を行った。この統治体制を職の体系という。
領域型荘園は過去には「寄進地系荘園」と呼ばれていた。「寄進地系荘園」は、開発領主（在地領主）が国司から土地の収公を免れようと、中央の有力者に寄進することにより成立するとされ、寄進者の主体性が指摘されていた。だが寄進地系荘園論は、既に1970年代には論証が成り立たない学説と批判に晒されていた。院政期の荘園はその荘園内で下司が所有する権益は僅かなもので、荘園領主の支配権は在地領主による寄進によるものではなく、それまで国衙が保持していたものを継承したものであり、国家的給付によるものだった。このように「寄進地系荘園」は研究の深化に伴い実態とかけ離れた名称とされるようになり、21世紀以降荘園制論の定説ではなくなり、領域型荘園が通説の地位を占めるようになっている。

#### 本免と籠作
荘園には、本免(ほうめ)と籠作(ろうさく)があった。本免とは特旨により雑役の賦課を免ずるもの。籠作とは荘司などが荘園領域内の他の所有者の土地や荘外の出作り地を荘園の一部として取り込むことを指した。

### 鎌倉時代の荘園
1180年に発足した鎌倉幕府は、治承・寿永の乱の中、東国で、荘園・公領の徴税事務や管理を司どっていた荘官などの職（警察権も含む）を御家人の中から任命し掌握した（地頭）。
これにより乱を勝ち抜くことに繋がった。また、御家人の在地領主としての地位は、本来の荘園領主である本所ではなく、幕府によって保全されることとなった。当然、本所側は反発し、中央政府と幕府の調整の結果、地頭の設置は平家没官領と治承・寿永の乱の謀反人所領のみに限定された。しかし、幕府は1185年の源義経謀叛を契機に、諸国の荘園・公領に地頭を任ずる権利を得ることとなった。源頼朝自身へも平家没官領の大半が与えられ大領主となった。後に北条家執権（得宗家）も諸国の荘園の大領主となった。
1221年の承久の乱の結果、後鳥羽上皇を中心とする朝廷は幕府に敗れ、上皇方についた貴族・武士の所領はすべて没収された。これらの没収領は畿内・西国を中心に3000箇所にのぼり、御家人たちは恩賞として没収領の地頭に任命された（新補地頭）。これにより多数の東国武士が、畿内・西国へも移住し、幕府の勢力が広く全国に及ぶこととなった。
地頭たちは荘園・公領において、勧農の実施などを通じて自らの支配を拡大していったため、荘園領主との紛争が多く発生した。荘園領主はこうした事案（所務沙汰）について幕府へ訴訟を起こしたが、意外にも領主側が勝訴し、地頭側が敗訴する事案が多くあった（幕府の訴訟制度が公平性を確保していたことを表している）。しかし、地頭は紛争を武力で解決しようとする傾向が強く、訴訟結果が実効を伴わないことも多かったため、荘園領主はやむを得ず、一定額の年貢納入を請け負わせる代わりに荘園の管理を委ねる地頭請（じとううけ）を行うことがあった。こうした荘園を地頭請所という。地頭請は、収穫量の出来・不出来に関わらず毎年一定量の年貢を納入することとされていたため、地頭側の負担も決して少なくなかった。
別の紛争解決として、下地中分（したじちゅうぶん）があった。これは、土地（下地）を折半（中分）するもので、両者の交渉（和与）で中分する和与中分と荘園領主の申し立てにより幕府が裁定する中分とがあった。
このような経緯を経て、次第に地頭が荘園・公領への支配を強めていくこととなった。当時の荘園・公領で現地での生産活動の中心だったのが、上層農民の名主（みょうしゅ）である。名主は領主・地頭から名田の耕作を請け負いながら、屋敷を構え、下人や所従などの下層農民を支配し、屋敷近くに佃（つくだ。御作や正作とも称する。）と呼ばれる良田を所有した。名主が荘園領主や地頭に対して負担した租税は、年貢、公事、夫役などであった。
この時代、農業技術が著しく発達し、二毛作や鉄製農具の普及により、農業生産が飛躍的に増加した。このため、農民層にも経済力がつき始め、領主・地頭への権利意識が高まることとなった。

### 室町時代の荘園
1333年の鎌倉幕府滅亡から建武の新政、室町時代初期までの間は、全国的に戦乱が相次ぎ、荘園の所有関係も非常に流動化した。このため、鎌倉期以前の荘園では、住居がまばらに点在する散村が通常であったが、室町期に入ると、民衆が自己防衛のため村落単位で団結する傾向が強まり、武装する例もあった。
新たに発足した室町幕府は、戦乱を抑えることを目的として、在地武士を組織するため、国単位におかれる守護の権限を強化した。1346年、幕府は守護に対して、刈田狼藉の取締と使節遵行の権限を付与した。さらに、1352年、守護が軍費調達の名目で荘園・公領からの年貢の半分を徴発する半済を、近江・美濃・尾張3国に限定して認めた。半済はあくまで限定的かつ臨時に認められていたが、次第に適用地域が拡がっていき、かつ定常的に行われるようになった。
こうして守護には強大な権限が集中することとなった。守護が荘園領主から年貢徴収を請け負う守護請も活発に行われ始め、守護による荘園支配が強まった。守護は一国全体の領域的な支配を確立したのである。室町時代の守護を守護大名という。
一方、荘園・公領に在住する民衆は、村落を形成し、自立を指向していった。このような村落を惣村という。畿内では惣村の形成が著しく、民衆の団結・自立の傾向が強かった。東北・関東・九州ではより広い荘園・公領単位でのゆるやかな村落が形成され、これを郷村と呼ぶこともある。これら惣村・郷村は高い自治能力を醸成していき、荘園領主から直接、年貢納入を請け負う地下請（じげうけ）が行われることもあった。
守護大名の権限強化と惣村・郷村の自立とによって、荘園は次第に解体への道を進んでいくこととなった。ただし、この通説に対し、室町幕府が公武権力の頂点となり、守護に荘園・公領への賦課を認める一方で、荘園・公領に対する一円支配を安堵する政策を取り、百姓からの荘家の一揆や土一揆に対しては守護と荘園が協力して鎮圧するなど、15世紀後期までは比較的安定していた時期があり、荘園制の解体段階ではなく「室町期荘園制」とでも呼ぶべき安定段階があったとする説もある。

### 戦国時代の荘園
戦国期になると荘園と荘園制は守護大名からの侵略・押領により打撃を受け、存続した荘園も備中国東寺領新見荘のように年貢の送進が不安定になることが多くなっていった。また在地においても自律的な傾向が現れるなど荘園制は解消されていった。一方で信濃国石清水八幡宮領小谷庄のように、戦国期においても朝廷・将軍・大名らの寄進によって新たに立荘され、太閤検地の影響を受けながらも知行地として近世においても存続する例もあった。

### 終焉 - 荘園と検地
1580年代以降、羽柴秀吉により全国的に検地が施行された（太閤検地）。
秀吉の太閤検地は他の戦国大名の検地と違い、1つの土地に1人の耕作者のみ認めようとした。しかし帳簿の上では1人になっても、領主に提出するものとは別に村内向けのより実態に近い帳簿が作成され、それに従って年貢が納められるなど、実際には依然として農村内で様々な権利関係が存在していた。
なお室町期以来、全国的に年貢の納め方は地下請が主流になっていたが、戦国時代ではこの地下請を引き継いだ村請（むらうけ。年貢は村単位でまとめて納入する）が採用され、江戸幕府もこれを継続した。

### その後
荘園が消滅した後も、その名残として庄屋の職名や○○荘（庄）などの地名が存続した。また、近代に入ると、荘園に関する学術的な研究の進展も見られ、1933年には『荘園志料』が編纂されたほか、石母田正らによる伊賀国黒田荘の研究は良く知られている。
更に20世紀末期頃から、かつて荘園だった史実がその地方のアイデンティティを形成する事例が増え始めている。例えば、大分県豊後高田市の田染荘（たしぶのしょう）では、中世前期の荘園景観が残存している全国でも珍しい地区であり、このことを核として地域振興に取り組んでいる。

## 「荘園」をめぐる問題
- 荘園制は研究と教育の間の乖離が著しい分野でもある。既に1980年代には研究者から教育現場での荘園理解についての遅れが指摘されていたが[41]、この問題は21世紀に入っても依然として改善されていない[42]。これは今までの歴史研究および教育が権力闘争の観点からであったため、土地の所有権や徴税権の変遷という経済的な観点から行われていなかったからである。

## ギャラリー

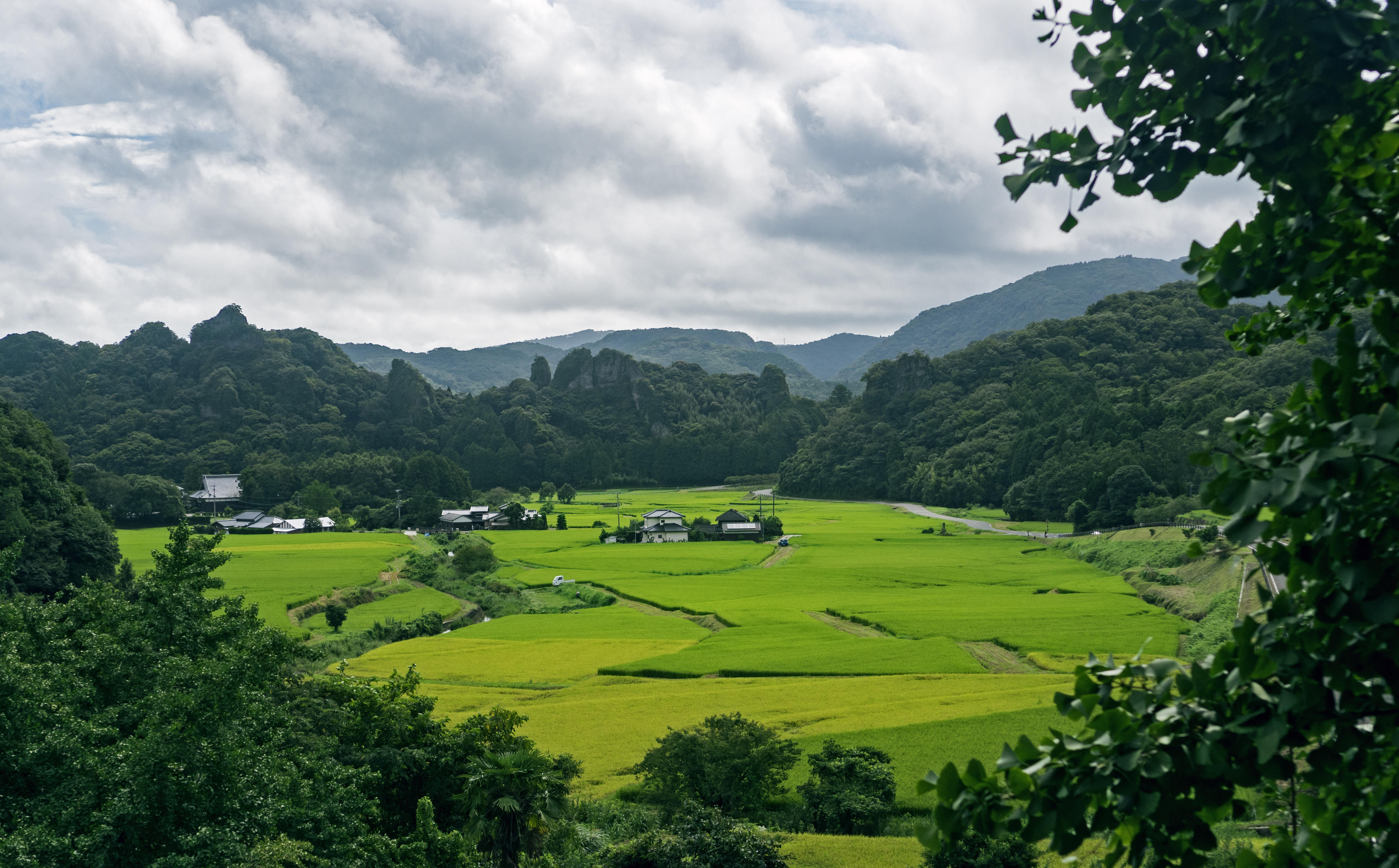
豊後国田染荘
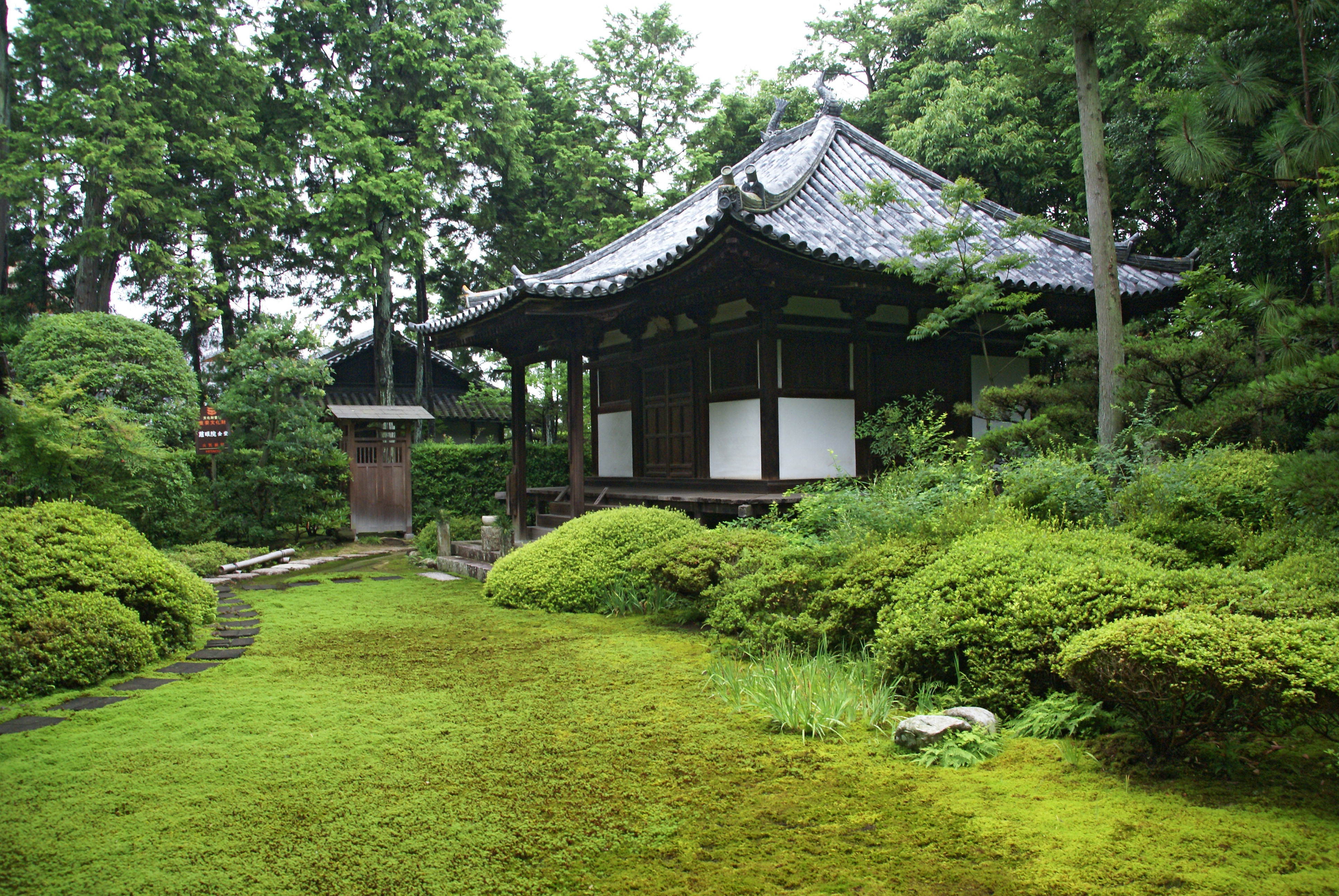
和泉国日根荘・慈眼院金堂
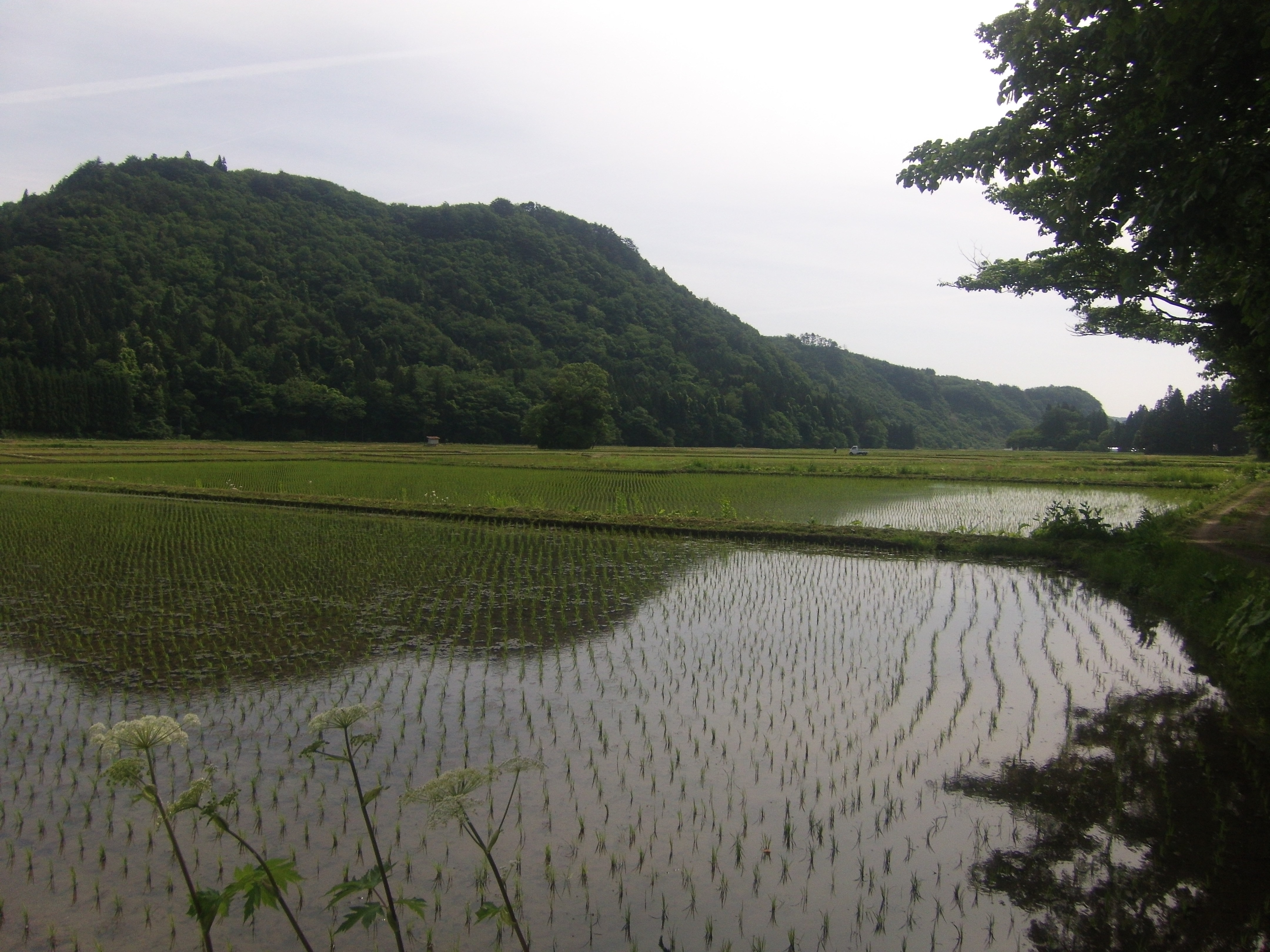
陸奥国骨寺村荘